# Telepsogina
Telepsogina is een geslacht van vliesvleugeligen uit de familie Pteromalidae. De wetenschappelijke naam van dit geslacht is voor het eerst geldig gepubliceerd in 1958 door Hedqvist.

## Soorten
Het geslacht Telepsogina is monotypisch en omvat slechts de volgende soort:
- Telepsogina adelognathi Hedqvist, 1958